# آرتور پرسیوال نیوتن
آرتور پرسیوال نیوتن (به انگلیسی: Arthur Percival Newton) (متولد ۱۸۷۳- درگذشت ۱۹۴۲) تاریخ‌نگار «امپراتوری بریتانیا» و صاحب کرسی رودز تاریخ امپراتوری در کینگز کالج لندن بین سال‌های ۱۹۲۰ تا ۱۹۳۸ بود. او سرویراستار تاریخ امپراتوری بریتانیا کمبریج بود.

## آثار
- The colonising activities of the English Puritans: The last phase of the Elizabethan struggle with Spain. انتشارات دانشگاه ییل, New Haven, 1914.
- The empire and the future, a series of imperial studies lectures delivered in the University of London, King's College. مکمیلن, London, ۱۹۱۶.
- An introduction to the study of colonial history. Society for Promoting Christian Knowledge, London, 1919.
- The staple trades of the empire. Dent, London, ۱۹۱۸.